# Лебедев, Николай Николаевич (математик)
Николай Николаевич Лебедев (1 мая 1911, Украина — 1994) — математик, специалист по теории специальных функций и интегральным преобразованиям; выпускник физико-механического факультета ЛПИ (1932); доктор физико-математических наук, профессор кафедры теоретической физики ЛПИ; соавтор преобразования Конторовича — Лебедева. С 1965 года по 1986 год заведовал кафедрой математической физики ЛПИ.

## Биография
Николай Лебедев родился 1 мая 1911 года в той части Российской империи, которая в дальнейшем стала территорией Украины (УССР), в семье сельских врачей; до 14-летнего возраста он получал домашнее образование. Затем, в 1925 году, Николай переехал в недавно переименованный Ленинград, где начал жить у своих теток по отцовской линии; он поступил сразу в 6-й класс ленинградской средней школы. В 1928 году он получил среднее образование и стал студентом физико-механического факультета Ленинградского политехнического института (ЛПИ); на его способности обратил внимание профессор теоретической физики и теоретической механики Георгий Гринберг. Через четыре года Лебедев стал выпускником ЛПИ с квалификацией «инженер-физик» — формально, «по отделению высоких напряжений».
После получения высшего образования Лебедев был направлен на работу в Ленинградский электрофизический институт (недавно отделившийся от Физико-технического института); кроме того, он был приглашён на преподавательскую работу в должности ассистента на кафедре высшей математики Политехнического института. Здесь он проработал до начала Великой Отечественной войны, находясь под руководством математика, академика Сергея Бернштейна.
В 1941 году Николай Лебедев ушел добровольцем на фронт — начал служить в Красной Армии; большую часть войны, в период с 1942 по 1945 год, являлся преподавателем в Чкаловском училище зенитной артиллерии (Оренбург). После войны, в ноябре 1945 года, он был демобилизован и начал работать в отделе математической физики Физико-техническом институте АН СССР; в тот же период он вернулся и к преподавательской деятельности на кафедре математической физики ЛПИ. В данных двух учреждениях он работал практически до конца жизни.
Ещё в 1938 году Лебедев, совместно с выпускником Ленинградского электротехнического института и доцентом кафедры теоретической физики ЛПИ Михаилом Конторовичем, сформулировали интегральное преобразование, которое впоследствии стало классическим для матфизики — и получило известность как «Преобразование Конторовича — Лебедева». В 1951 году Лебедев успешно защитил докторскую диссертацию, содержавшую как обоснование, так и применение к задачам математической физики сформулированного им преобразование.
Постепенно в составе кафедры теоретической физики образовалась группа физиков и математиков, возглавлявшаяся Гринбергом: в неё вошел и Лебедев. В послевоенные годы данная группа стала базой для создания отдельной кафедры математической физики, официально организованной в 1946 году. В 1947 году Лебедев занял позицию доцента, а в 1954 — стал профессором данной кафедры; кроме того, в период с 1952 по 1986 год он практически непрерывно являлся и заведующим этой кафедрой. В 1955 году увидел свет его «Сборник задач по математической физике», написанный в соавторстве с И. П. Скальской и Яковом Соломоновичем Уфляндом. До этого, в 1953 году, вышло первое издание его книги «Специальные функции и их приложения», формально являвшейся учебным пособием; работа была переведена сразу на несколько иностранных языков и переиздавалась в XXI веке (в частности, в 2010 году в Санкт-Петербурге).

## Работы
Николай Лебедев являлся автором и соавтором более семидесяти научных работ, посвященных как теории интегральных преобразований, так и проблемам теории специальных функций; занимался вопросами распространения электромагнитных волн. Лебедев специализировался на математической физике, включая ее приложения — как к различным областям физики, так и техники:
- Специальные функции и их приложения. — 2-е изд, перераб. и доп. — М.; Л. : Гос. изд-во физ.-мат. лит-ры, 1963. — 360 с.